# Mistrovství světa v judu 1975 – muži – polostřední váha (-70kg)
Zápasy v judu na IX. mistrovství světa v kategorii polostředních vah mužů proběhly ve Vídni, 24. říjen 1975.

## Finále
| Finále            |                   |
| ----------------- | ----------------- |
| Vladimir Něvzorov | Vladimir Něvzorov |
| Valerij Dvojnikov | Vladimir Něvzorov |

## Opravy / O bronz
Do oprav se dostali judisté, kteří během turnaje prohráli svůj zápas s jedním ze dvou finalistů.
| opravy         | opravy         | opravy           | o bronz          |                  |
| -------------- | -------------- | ---------------- | ---------------- | ---------------- |
| Pat Burris     | Pierre Massard | Wayne Erdman     | Kacunori Akimoto | Kacunori Akimoto |
| Pierre Massard | Pierre Massard | Wayne Erdman     | Kacunori Akimoto | Kacunori Akimoto |
|                | Wayne Erdman   | Wayne Erdman     | Kacunori Akimoto | Kacunori Akimoto |
|                |                | Kacunori Akimoto | Kacunori Akimoto | Kacunori Akimoto |
|                |                |                  | Marian Tałaj     | Kacunori Akimoto |
| Paul Maruyama  | Paul Maruyama  | Paul Maruyama    | Károly Molnár    | Kodži Kuramoto   |
| Ivanov         | Paul Maruyama  | Paul Maruyama    | Károly Molnár    | Kodži Kuramoto   |
|                | Robert Varga   | Paul Maruyama    | Károly Molnár    | Kodži Kuramoto   |
|                |                | Károly Molnár    | Károly Molnár    | Kodži Kuramoto   |
|                |                |                  | Kodži Kuramoto   | Kodži Kuramoto   |

## Pavouk
|   | 1/64                | 1/32                | 1/16                | čtvrtfinále       | semifinále        | finále            |
| - | ------------------- | ------------------- | ------------------- | ----------------- | ----------------- | ----------------- |
| A | volný los           | Pierre Massard      | Valerij Dvojnikov   | Valerij Dvojnikov | Valerij Dvojnikov | Valerij Dvojnikov |
| A | volný los           | Pierre Massard      | Valerij Dvojnikov   | Valerij Dvojnikov | Valerij Dvojnikov | Valerij Dvojnikov |
| A | Valerij Dvojnikov   | Valerij Dvojnikov   | Valerij Dvojnikov   | Valerij Dvojnikov | Valerij Dvojnikov | Valerij Dvojnikov |
| A | Pat Burris          | Valerij Dvojnikov   | Valerij Dvojnikov   | Valerij Dvojnikov | Valerij Dvojnikov | Valerij Dvojnikov |
| A | Wranding            | Wayne Erdman        | Wayne Erdman        | Valerij Dvojnikov | Valerij Dvojnikov | Valerij Dvojnikov |
| A | Wayne Erdman        | Wayne Erdman        | Wayne Erdman        | Valerij Dvojnikov | Valerij Dvojnikov | Valerij Dvojnikov |
| A | volný los           | Ozerval             | Wayne Erdman        | Valerij Dvojnikov | Valerij Dvojnikov | Valerij Dvojnikov |
| A | volný los           | Ozerval             | Wayne Erdman        | Valerij Dvojnikov | Valerij Dvojnikov | Valerij Dvojnikov |
| A | volný los           | Dietmar Hötger      | Dietmar Hötger      | Kacunori Akimoto  | Valerij Dvojnikov | Valerij Dvojnikov |
| A | volný los           | Dietmar Hötger      | Dietmar Hötger      | Kacunori Akimoto  | Valerij Dvojnikov | Valerij Dvojnikov |
| A | Huib Boersma        | Seung-hwan          | Dietmar Hötger      | Kacunori Akimoto  | Valerij Dvojnikov | Valerij Dvojnikov |
| A | Seung-hwan          | Seung-hwan          | Dietmar Hötger      | Kacunori Akimoto  | Valerij Dvojnikov | Valerij Dvojnikov |
| A | Kacunori Akimoto    | Kacunori Akimoto    | Kacunori Akimoto    | Kacunori Akimoto  | Valerij Dvojnikov | Valerij Dvojnikov |
| A | Mok Čiuk-wing       | Kacunori Akimoto    | Kacunori Akimoto    | Kacunori Akimoto  | Valerij Dvojnikov | Valerij Dvojnikov |
| A | volný los           | Tiahyadi            | Kacunori Akimoto    | Kacunori Akimoto  | Valerij Dvojnikov | Valerij Dvojnikov |
| A | volný los           | Tiahyadi            | Kacunori Akimoto    | Kacunori Akimoto  | Valerij Dvojnikov | Valerij Dvojnikov |
| B | volný los           | Milan Mijalković    | Patrick Vial        | Patrick Vial      | Marian Tałaj      | Valerij Dvojnikov |
| B | volný los           | Milan Mijalković    | Patrick Vial        | Patrick Vial      | Marian Tałaj      | Valerij Dvojnikov |
| B | Patrick Vial        | Patrick Vial        | Patrick Vial        | Patrick Vial      | Marian Tałaj      | Valerij Dvojnikov |
| B | Gerhard Jungwirth   | Patrick Vial        | Patrick Vial        | Patrick Vial      | Marian Tałaj      | Valerij Dvojnikov |
| B | Jona Melnik         | Jona Melnik         | Jona Melnik         | Patrick Vial      | Marian Tałaj      | Valerij Dvojnikov |
| B | Roberto Machusso    | Jona Melnik         | Jona Melnik         | Patrick Vial      | Marian Tałaj      | Valerij Dvojnikov |
| B | Francis Vanderloo   | Francis Vanderloo   | Jona Melnik         | Patrick Vial      | Marian Tałaj      | Valerij Dvojnikov |
| B | Christian Haldbo    | Francis Vanderloo   | Jona Melnik         | Patrick Vial      | Marian Tałaj      | Valerij Dvojnikov |
| B | volný los           | Caren               | Pin Hsu-wen         | Marian Tałaj      | Marian Tałaj      | Valerij Dvojnikov |
| B | volný los           | Caren               | Pin Hsu-wen         | Marian Tałaj      | Marian Tałaj      | Valerij Dvojnikov |
| B | T. Caulfield        | Pin Hsu-wen         | Pin Hsu-wen         | Marian Tałaj      | Marian Tałaj      | Valerij Dvojnikov |
| B | Pin Hsu-wen         | Pin Hsu-wen         | Pin Hsu-wen         | Marian Tałaj      | Marian Tałaj      | Valerij Dvojnikov |
| B | Cornel Roman        | Ignacio Sanz        | Marian Tałaj        | Marian Tałaj      | Marian Tałaj      | Valerij Dvojnikov |
| B | Ignacio Sanz        | Ignacio Sanz        | Marian Tałaj        | Marian Tałaj      | Marian Tałaj      | Valerij Dvojnikov |
| B | volný los           | Marian Tałaj        | Marian Tałaj        | Marian Tałaj      | Marian Tałaj      | Valerij Dvojnikov |
| B | volný los           | Marian Tałaj        | Marian Tałaj        | Marian Tałaj      | Marian Tałaj      | Valerij Dvojnikov |
| C | volný los           | Gérard Gautier      | Károly Molnár       | Károly Molnár     | Vladimir Něvzorov | Vladimir Něvzorov |
| C | volný los           | Gérard Gautier      | Károly Molnár       | Károly Molnár     | Vladimir Něvzorov | Vladimir Něvzorov |
| C | Károly Molnár       | Károly Molnár       | Károly Molnár       | Károly Molnár     | Vladimir Něvzorov | Vladimir Něvzorov |
| C | Axel Hopstock       | Károly Molnár       | Károly Molnár       | Károly Molnár     | Vladimir Něvzorov | Vladimir Něvzorov |
| C | Oscar Strático      | Stanislav Tůma      | Stanislav Tůma      | Károly Molnár     | Vladimir Něvzorov | Vladimir Něvzorov |
| C | Stanislav Tůma      | Stanislav Tůma      | Stanislav Tůma      | Károly Molnár     | Vladimir Něvzorov | Vladimir Něvzorov |
| C | volný los           | Andrés Puentes      | Stanislav Tůma      | Károly Molnár     | Vladimir Něvzorov | Vladimir Něvzorov |
| C | volný los           | Andrés Puentes      | Stanislav Tůma      | Károly Molnár     | Vladimir Něvzorov | Vladimir Něvzorov |
| C | volný los           | Ivan Ivanov         | Vladimir Něvzorov   | Vladimir Něvzorov | Vladimir Něvzorov | Vladimir Něvzorov |
| C | volný los           | Ivan Ivanov         | Vladimir Něvzorov   | Vladimir Něvzorov | Vladimir Něvzorov | Vladimir Něvzorov |
| C | Vladimir Něvzorov   | Vladimir Něvzorov   | Vladimir Něvzorov   | Vladimir Něvzorov | Vladimir Něvzorov | Vladimir Něvzorov |
| C | Paul Maruyama       | Vladimir Něvzorov   | Vladimir Něvzorov   | Vladimir Něvzorov | Vladimir Něvzorov | Vladimir Něvzorov |
| C | Kjellin             | Robert Varga        | Robert Varga        | Vladimir Něvzorov | Vladimir Něvzorov | Vladimir Něvzorov |
| C | Robert Varga        | Robert Varga        | Robert Varga        | Vladimir Něvzorov | Vladimir Něvzorov | Vladimir Něvzorov |
| C | volný los           | Onkh                | Robert Varga        | Vladimir Něvzorov | Vladimir Něvzorov | Vladimir Něvzorov |
| C | volný los           | Onkh                | Robert Varga        | Vladimir Něvzorov | Vladimir Něvzorov | Vladimir Něvzorov |
| D | volný los           | Günter Krüger       | Günter Krüger       | Kodži Kuramoto    | Kodži Kuramoto    | Vladimir Něvzorov |
| D | volný los           | Günter Krüger       | Günter Krüger       | Kodži Kuramoto    | Kodži Kuramoto    | Vladimir Něvzorov |
| D | Jimé Essink         | Konghwa             | Günter Krüger       | Kodži Kuramoto    | Kodži Kuramoto    | Vladimir Něvzorov |
| D | Konghwa             | Konghwa             | Günter Krüger       | Kodži Kuramoto    | Kodži Kuramoto    | Vladimir Něvzorov |
| D | Kodži Kuramoto      | Kodži Kuramoto      | Kodži Kuramoto      | Kodži Kuramoto    | Kodži Kuramoto    | Vladimir Něvzorov |
| D | Vojislav Vujević    | Kodži Kuramoto      | Kodži Kuramoto      | Kodži Kuramoto    | Kodži Kuramoto    | Vladimir Něvzorov |
| D | Wang Ong-ši         | Lazar               | Kodži Kuramoto      | Kodži Kuramoto    | Kodži Kuramoto    | Vladimir Něvzorov |
| D | Lazar               | Lazar               | Kodži Kuramoto      | Kodži Kuramoto    | Kodži Kuramoto    | Vladimir Něvzorov |
| D | volný los           | Dave McManus        | Finn Christophersen | Antoni Zajkowski  | Kodži Kuramoto    | Vladimir Něvzorov |
| D | volný los           | Dave McManus        | Finn Christophersen | Antoni Zajkowski  | Kodži Kuramoto    | Vladimir Něvzorov |
| D | Finn Christophersen | Finn Christophersen | Finn Christophersen | Antoni Zajkowski  | Kodži Kuramoto    | Vladimir Něvzorov |
| D | Helmut Oberhuber    | Finn Christophersen | Finn Christophersen | Antoni Zajkowski  | Kodži Kuramoto    | Vladimir Něvzorov |
| D | Silva               | Silva               | Antoni Zajkowski    | Antoni Zajkowski  | Kodži Kuramoto    | Vladimir Něvzorov |
| D | Werner Breitenmoser | Silva               | Antoni Zajkowski    | Antoni Zajkowski  | Kodži Kuramoto    | Vladimir Něvzorov |
| D | volný los           | Antoni Zajkowski    | Antoni Zajkowski    | Antoni Zajkowski  | Kodži Kuramoto    | Vladimir Něvzorov |
| D | volný los           | Antoni Zajkowski    | Antoni Zajkowski    | Antoni Zajkowski  | Kodži Kuramoto    | Vladimir Něvzorov |